# Salzburg Ducks 2022
Questa voce raccoglie le informazioni riguardanti i Salzburg Ducks nelle competizioni ufficiali della stagione 2022.

## Maschile

### Austrian Football League 2022

#### Stagione regolare
| Vienna 27 marzo 2022, ore 14:00 1ª giornata | Danube Dragons | 31 – 21 (0-7 14-14 10-0 7-0) referto | Salzburg Ducks | Sportplatz Donaufeld |

| Salisburgo 10 aprile 2022, ore 14:00 3ª giornata | Salzburg Ducks | 7 – 17 (7-0 0-7 0-3 0-7) referto | Prague Black Panthers | Max Aicher Stadion |

| Vienna 30 aprile 2022, ore 18:00 5ª giornata | Vienna Vikings | 14 – 13 (7-0 0-13 0-0 7-0) referto | Salzburg Ducks | Footballzentrum Ravelin (1500 spett.) |

| Salisburgo 8 maggio 2022, ore 14:00 6ª giornata | Salzburg Ducks | 26 – 28 (0-6 12-16 0-0 14-6) referto | AFC Rangers Mödling | Max Aicher Stadion |

| Znojmo 15 maggio 2022, ore 16:00 7ª giornata | Znojmo Knights | 17 – 0 (0-0 7-0 3-0 7-0) referto | Salzburg Ducks | Městský stadion |

| Salisburgo 21 maggio 2022, ore 14:00 Recupero 2ª giornata | Salzburg Ducks | 35 – 20 (7-7 8-0 14-0 6-13) referto | Graz Giants | Max Aicher Stadion |

| Salisburgo 29 maggio 2022, ore 14:00 8ª giornata | Salzburg Ducks | 21 – 14 (0-14 7-0 7-0 7-0) referto | Traun Steelsharks | Max Aicher Stadion |

| Innsbruck 4 giugno 2022, ore 18:00 9ª giornata | Tirol Raiders | 21 – 36 (7-13 7-3 7-6 0-14) referto | Salzburg Ducks | Tivoli-Neu Stadion |

| Salisburgo 26 giugno 2022, ore 14:00 11ª giornata | Salzburg Ducks | 32 – 28 (0-7 12-14 7-7 13-0) referto | Telfs Patriots | Max Aicher Stadion |

| Traun 2 luglio 2022, ore 16:00 12ª giornata | Traun Steelsharks | 42 – 28 (7-7 14-13 7-0 14-8) referto | Salzburg Ducks | Sportzentrum Traun (1234 spett.) |

### Statistiche di squadra
| Competizione      | %Vittorie | In casa | In casa | In casa | In casa | In casa | In casa | In trasferta | In trasferta | In trasferta | In trasferta | In trasferta | In trasferta | Totale | Totale | Totale | Totale | Totale | Totale |
| Competizione      | %Vittorie | G       | V       | N       | P       | Pf      | Ps      | G            | V            | N            | P            | Pf           | Ps           | G      | V      | N      | P      | Pf     | Ps     |
| ----------------- | --------- | ------- | ------- | ------- | ------- | ------- | ------- | ------------ | ------------ | ------------ | ------------ | ------------ | ------------ | ------ | ------ | ------ | ------ | ------ | ------ |
| Stagione regolare | .400      | 5       | 3       | 0       | 2       | 121     | 107     | 5            | 1            | 0            | 4            | 98           | 125          | 10     | 4      | 0      | 6      | 219    | 232    |
| Totale            | .400      | 5       | 3       | 0       | 2       | 121     | 107     | 5            | 1            | 0            | 4            | 98           | 125          | 10     | 4      | 0      | 6      | 219    | 232    |

### Statistiche personali

#### Marcatori
| Giocatore   | Ruolo | TD rush | TD recv | TD int | TD p.ret | TD k.ret | TD oth | Xp1 | Xp2 | FG | Saf | Totale |
| ----------- | ----- | ------- | ------- | ------ | -------- | -------- | ------ | --- | --- | -- | --- | ------ |
| Denton      |       | 8       | 0       | 0      | 0        | 0        | 0      | 0   | 0   | 0  | 0   | 48     |
| Reuter      |       | 0       | 5       | 0      | 0        | 0        | 0      | 11  | 0   | 0  | 0   | 41     |
| Bernsteiner |       | 3       | 2       | 0      | 0        | 0        | 0      | 0   | 0   | 0  | 0   | 30     |
| Kanyinda    |       | 0       | 3       | 0      | 0        | 0        | 0      | 0   | 1   | 0  | 0   | 20     |
| Warnung     |       | 3       | 0       | 0      | 0        | 0        | 0      | 0   | 0   | 0  | 0   | 18     |
| Niebler     |       | 0       | 0       | 0      | 0        | 0        | 0      | 11  | 0   | 1  | 0   | 14     |
| Drechsler   |       | 0       | 1       | 0      | 0        | 0        | 0      | 0   | 0   | 0  | 0   | 6      |
| Gollmer     |       | 0       | 1       | 0      | 0        | 0        | 0      | 0   | 0   | 0  | 0   | 6      |
| Keitel      |       | 0       | 1       | 0      | 0        | 0        | 0      | 0   | 0   | 0  | 0   | 6      |
| Madden      |       | 0       | 1       | 0      | 0        | 0        | 0      | 0   | 0   | 0  | 0   | 6      |
| Poschacher  |       | 0       | 1       | 0      | 0        | 0        | 0      | 0   | 0   | 0  | 0   | 6      |
| Schmidt     |       | 1       | 0       | 0      | 0        | 0        | 0      | 0   | 0   | 0  | 0   | 6      |
| Sperl       |       | 1       | 0       | 0      | 0        | 0        | 0      | 0   | 0   | 0  | 0   | 6      |
| Toure       |       | 0       | 1       | 0      | 0        | 0        | 0      | 0   | 0   | 0  | 0   | 6      |
| Team        |       | 0       | 0       | 0      | 0        | 0        | 0      | 0   | 0   | 0  | 1   | 2      |

#### Passer rating
| Giocatore | G  | Att | Comp | Int | Yds  | TD | NFL   | NCAA   |
| --------- | -- | --- | ---- | --- | ---- | -- | ----- | ------ |
| Denton    | 10 | 282 | 131  | 7   | 1581 | 16 | 72,72 | 107,31 |

## Femminile

### AFL - Division Ladies 2022

#### Stagione regolare
| Salisburgo 10 settembre 2022, ore 14:00 CEST 1ª giornata | Salzburg Ducks Ladies | 14 – 50 (0-8 7-6 7-14 0-22) referto | Vienna Vikings Ladies | Ducks Pond |

| Telfs 18 settembre 2022, ore 15:00 CEST 2ª giornata | Telfs Patriots Ladies | 36 – 7 referto | Salzburg Ducks Ladies | Sportzentrum Telfs |

| Salisburgo 8 ottobre 2022, ore 15:00 CET 4ª giornata | Salzburg Ducks Ladies | 40 – 14 (14-0 0-8 18-0 8-6) referto | Telfs Patriots Ladies | Ducks Pond |

| Vienna 23 ottobre 2022, ore 15:00 CET 5ª giornata | Vienna Vikings Ladies | 50 – 15 (16-0 14-7 6-8 14-0) referto | Salzburg Ducks Ladies | Footballzentrum Ravelinstraße |

### Statistiche di squadra
| Competizione      | %Vittorie | In casa | In casa | In casa | In casa | In casa | In casa | In trasferta | In trasferta | In trasferta | In trasferta | In trasferta | In trasferta | Totale | Totale | Totale | Totale | Totale | Totale |
| Competizione      | %Vittorie | G       | V       | N       | P       | Pf      | Ps      | G            | V            | N            | P            | Pf           | Ps           | G      | V      | N      | P      | Pf     | Ps     |
| ----------------- | --------- | ------- | ------- | ------- | ------- | ------- | ------- | ------------ | ------------ | ------------ | ------------ | ------------ | ------------ | ------ | ------ | ------ | ------ | ------ | ------ |
| Stagione regolare | .250      | 2       | 1       | 0       | 1       | 54      | 64      | 2            | 0            | 0            | 2            | 22           | 86           | 4      | 1      | 0      | 3      | 76     | 150    |
| Totale            | .250      | 2       | 1       | 0       | 1       | 54      | 64      | 2            | 0            | 0            | 2            | 22           | 86           | 4      | 1      | 0      | 3      | 76     | 150    |